# Crossocerus ovalis
Crossocerus ovalis är en stekelart som beskrevs av Amédée Louis Michel Lepeletier och Gaspard Auguste Brullé 1835. Crossocerus ovalis ingår i släktet Crossocerus, och familjen Crabronidae. Arten är reproducerande i Sverige.